# Dubiaranea cekalovici
Dubiaranea cekalovici là một loài nhện trong họ Linyphiidae. Loài này được phát hiện ở Chile.